# Пльзень-північ (округ)
Пльзень-північ (чеськ. Okres Plzeň-sever) — адміністративно-територіальна одиниця в Пльзенському краї Чеської Республіки. Адміністративний центр — місто Пльзень. Площа округу — 1 286,79 кв. км., населення становить 77 478 осіб.
До округу входить 98 муніципалітетів, з котрих 10 — міста.